# Ribnica (Bohinj)
Ribnica je gorski potok, ki izvira na pokljuški planini Konjščica, čeprav večji del leta tok povečini začenja šele v bližini planine Uskovnica v Triglavskem narodnem parku. V zgornjem toku se Ribnici priključi še presihajoči pokljuški potok Zlate vode. Ribnica teče po z gozdom porasli tesni globeli, kjer nedaleč od naselja Srednja vas v Bohinju tvori dva slapova. Od Srednje vasi sta oddaljena za okrog 30 minut hoje. Na polju pod vasjo se v Ribnico izliva potok Suha. Po približno dveh kilometrih se Ribnica izliva v potok Mostnica, ta pa nadalje v Savo Bohinjko ob Bohinjskem jezeru, v vasi Ribčev Laz. Ribnica je stalni potok, ki pa ima v deževnih mesecih izrazito hudourniški tok. Tovrstno moč vode potoka so pred 2. svetovno vojno uporabljali gozdarji za splavljanje posekanih dreves v dolino.

## Slapovi
Za sprehajalce sta primerna dva slapova. Prvi slap je visok okrog 10 m, domačini so ga poimenovali »Nezemljan«. Po nekaj minutah hoje proti toku sledi drugi, 15 m visoki ribniški slap, imenovan tudi »Marlon B«. V strugi nad njim se nahaja soteska in nekaj predvsem drsnih slapov, visokih do 6 metrov, ki pa so zelo težko dostopni. 